# Viktor Kanevs'kyj
Viktor Izraïl'ovyč Kanevs'kyj (in ucraino Віктор Ізраїльович Каневський?, in russo Виктор Израилевич Каневский?; Kiev, 3 ottobre 1936 – Bristol, 25 novembre 2018) è stato un calciatore e allenatore di calcio sovietico, dal 1991 ucraino, di ruolo attaccante.

## Carriera

### Club
Durante la sua carriera ha vestito le maglie di Dinamo Kiev e Čornomorec' Odessa.

### Nazionale
Conta 5 presenze con la nazionale sovietica.

## Palmarès

### Giocatore

#### Competizioni nazionali
- Campionato sovietico: 1

Dinamo Kiev: 1961
- Coppa dell'Unione Sovietica: 1

Dinamo Kiev: 1964